# Burg Oite
Die Burg Oite ist eine abgegangene hochmittelalterliche Burg der Grafschaft Tecklenburg und Keimzelle der Stadt Friesoythe im Landkreis Cloppenburg in Niedersachsen.

## Geschichte
Die Burg Oite wird urkundlich erstmals am Anfang des 13. Jahrhunderts genannt. Bischof Konrad I. von Osnabrück und der Graf von Ravensberg schlugen 1227 in einem Kriegszug  Graf Otto I. von Tecklenburg und zerstörten seine Burgen Arkenau und Essen. Otto zog deshalb auf seine Burg „tho Oite“ und befestigte sie so stark, dass sie als uneinnehmbar galt. Im Schutze der Burg entwickelte sich die Stadt zu einem wichtigen Handelsort besonders für friesische Kaufleute, womit die 1560 endgültig vollzogene Namensänderung ihren Anfang nahm („Oyta frisica“). Da die Burg als Basis für Raubzüge vor allem des Grafen Nikolaus II. von Tecklenburg diente, unternahmen die Bischöfe von Münster und Osnabrück einen Kriegszug zur Zerstörung der Burgen des Tecklenburger Nordlandes. Am 21. März 1394 wurde die Burg Oite erobert und vermutlich dem Erdboden gleichgemacht.

## Beschreibung
Von der Burg ist nur ihr ungefährer Standort im Bereich des Rathauses von Friesoythe bekannt. Spuren von ihr wurden bisher nicht entdeckt.